# Бэдеску, Отилия
Отилия Бэдеску (рум. Otilia Bădescu, род.31 октября 1970) — румынская спортсменка, игрок в настольный теннис, чемпионка Европы, призёр чемпионатов мира.

## Биография
Родилась в 1970 году в Бухаресте. В 1983—1985 годах ежегодно становилась чемпионкой Европы среди кадетов. В 1988 году стала чемпионкой Европы среди юниоров.
В 1980—1990-х годах завоевала 16 медалей разного уровня на чемпионатах Европы, однако на мировом уровне, где доминировали азиатские спортсмены, ей удалось завоевать лишь бронзовую медаль в смешанном парном разряде на чемпионате мира 1991 года, и бронзовую медаль в одиночном разряде на чемпионате мира 1993 года.